# 肝付町立国見中学校
肝付町立国見中学校（きもつきちょうりつ くにみちゅうがっこう）は、鹿児島県肝属郡肝付町にある町立中学校。
市町村合併で肝付町が誕生する以前は高山町立国見中学校であった。
平成18年5月1日現在の生徒数は60名で、各学年1学級の小規模校である。